# Automobile open source
Automobile open source o Automobile con codice sorgente aperto (in inglese: open source car) è un'automobile progettata mediante open design con Hardware libero, usando principi open source.

## Primi progetti di auto open source
- ANDRE cars -  un'auto da corsa open source progettata da Andre Brown (un ex-studente di Adrian Bowyer, fondatore della stampante open hardware RepRap) e prodotta dalla Inverter in partnership con Reynard; il progetto è stato rilasciato sotto la licenza CC-BY-NC-SA.
- Rally Fighter - un veicolo per qualsiasi tipo di terreno prodotto dalla Local Motors; usa un progetto rilasciato sotto licenza CC-BY-NC-SA.
- SGT01 - -prodotta dalla Wikispeed.
- OScar - progetto iniziato nel 1999 e ancora in fase concettuale nel 2013.
- OSVehicle – Tabby - il primo veicolo della OSVehicle che consiste in uno chassis industrializzabile, pronto per la produzione, versatile ed universale.[1][2]
- Riversimple Urban Car - i modelli CAD per la tecnologia dimostratrice Riversimple Hyrban è stata rilasciata sotto licenza CC-BY-NC-SA.
- C,mm,n - auto elettrica olandese del 2009.[3][4]
- OSCav - un veicolo ad aria compressa open-source.
- Freedom EV.
- eCorolla - un veicolo a conversione elettrica.
- Il trattore LifeTrac - prodotto da una rete di agricoltori, ingegneri e sostenitori detta Open Source Ecology.
- Luka EV - una piattaforma di produzione di auto elettriche la cui prima auto è la Luka EV.[5]  Solo Mrk I e II sono open source. I sorgenti sono stati chiusi in luglio 2016 per consentire la produzione commerciale della Mrk III.
- Google Community Vehicle - una modalità multiscopo di trasporto. Può essere usata come veicolo agricolo che aggiunge un dispositivo agricolo o come mezzo di trasporto produttivo. L'auto fu creata da una squadra indiana per la gara "Mobility for All International Design Competition" della Michelin Challenge Design 2016[6]